# لین هیل
لین هیل (به انگلیسی: Lynn Hill) (زاده ۳ ژانویه ۱۹۶۱) سنگ‌نورد زن اهل ایالات متحده آمریکا است. وی قهرمان پنج دوره راک مستر بوده است.